# Friedrich Buschbaum
Friedrich Buschbaum (ur. 14 września 1904, zm. ?) – zbrodniarz hitlerowski, SS-Sturmmann, członek załogi niemieckich obozów koncentracyjnych Majdanek, Budzyń i Dachau. Skazany 20 listopada 1947 przez polski sąd na karę śmierci przez powieszenie. Wyrok zamieniono w akcie łaski na 15 lat pozbawienia wolności. Zwolniony z więzienia 31 maja 1956.